# Бреннан, Уильям (младший)
Уильям Джозеф Бреннан-младший (англ. William Joseph Brennan Jr.; 25 апреля 1906 — 24 июля 1997) — американский юрист, член Верховного суда США в 1956—1990 годах. Ранее был членом Высшего (1949—1952) и Верховного (1952—1956) судов штата Нью-Джерси.
Бреннан, назначенный президентом США Дуайтом Эйзенхауэром, имеет репутацию одного из наиболее либеральных судей Верховного суда США. Он поддерживал право на аборт, выступал против смертной казни и защищал свободу печати. Бреннан написал более тысячи судебных решений и стал автором решения большинства или присоединился к большинству по многим важным делам.

## Юность. Образование. Начало судебной карьеры
Уильям Бреннан-младший родился в 1906 году в Ньюарке, штат Нью-Джерси, в семье ирландских иммигрантов Уильяма Бреннана и Агнес Макдермотт. Он был вторым из восьми детей. Его отец, уроженец ирландского Роскоммона, приехал в США в 1892 году, работал кочегаром в Нью-Джерси, впоследствии стал профсоюзным лидером и политиком-реформатором.
В 1928 году Уильям-младший стал бакалавром наук Пенсильванского университета, окончив с отличием его Уортонскую школу бизнеса, а в 1931 году получил степень бакалавра права в Гарвардской школе права. После этого до 1949 года Бреннан (с перерывом в 1942—1946 годах, когда он после вступления США в войну служил в Армии США в звании полковника) занимался частной юридической практикой в своём родном Ньюарке.
В 1949 году Бреннан стал членом Высшего суда Нью-Джерси, а в 1952 — членом Верховного суда Нью-Джерси. 15 октября 1956 года президент США Дуайт Эйзенхауэр по инициативе Генерального прокурора Герберта Браунелла-младшего назначил Бреннана в Верховный суд США на замену Шерману Минтону, и на следующий день Бреннан принял судебную присягу. Его назначение состоялось во время перерыва в работе Конгресса США; 14 января 1957 года Эйзенхауэр выдвинул кандидатуру Бреннана для утверждения Сенатом. Сенат утвердил Бреннана в должности спустя пять дней, против проголосовал только Джозеф Маккарти.

## Верховный суд США
Одним из факторов назначения республиканцем Эйзенхауэром демократа Бреннана в Верховный суд стала принадлежность последнего к католичеству (после смерти Фрэнка Мерфи в суде не осталось судей-католиков). Кроме того, Бреннан на тот момент не показал последовательной судебной философии, а Эйзенхауэру были нужны голоса независимых избирателей и католиков на выборах, прошедших всего через месяц после назначения Бреннана. Иногда Эйзенхауэру приписывается высказывание, что его двумя главными ошибками были назначения в Верховный суд Уоррена и Бреннана (которые впоследствии проявили себя как либералы), но нет никаких подтверждений, что президент действительно так говорил. Правда, согласно записи в дневнике члена Верховного суда США Гарольда Бертона, в 1957 году в беседе с ним Эйзенхауэр выразил разочарование тенденцией решений Уоррена и Бреннана.
Первые пять лет работы в Верховном суде США Бреннан также не проявил последовательного подхода. Тем не менее, к 1962 году он совместно с председателем суда Эрлом Уорреном стал частью либерального большинства в суде. Впоследстии Бреннан был надёжно либеральным судьёй, при этом он старался достигать консенсуса и собирать коалиции в поддержку желаемого им решения большинства, часто — в союзе с Тэргудом Маршаллом. Судья Верховного суда Рут Бейдер Гинзбург называла Бреннана «мастером уговоров». Он (в отличие от своего коллеги по Верховному суду Антонина Скалиа) считал, что Конституцию надо интерпретировать с учётом современных реалий, а не намерений её создателей XVIII века. Бреннан написал около 1200 судебных решений (по другим данным — 1360), в том числе по вопросам гражданских свобод, прав женщин и свободы прессы. Бреннан помог написать Гарри Блэкману решение по делу « Роу против Уэйда» о законности абортов, хотя религиозные взгляды Бреннана вступили в противоречие с правом на неприкосновенность личной жизни, которое он счёл вытекающим из Конституции. В решении «New York Times Co. против Салливана» (1964) Бреннан установил стандарт наличия злого умысла, по которому СМИ можно было обвинить в клевете только тогда, когда они публиковали заведомо ложную информацию. Бреннан был противником смертной казни. В особом мнении по делу «Glass v. Louisiana» (1989) Бреннан заявил о жестокости казни на электрическом стуле и сравнил такой способ казни с сожжением на костре. В поздние годы работы в суде, в эпоху консервативных председателей Бергера и Ренквиста, Бреннан часто оказывался в меньшинстве, особенно по вопросу смертной казни.
Бреннан нравился даже тем коллегам по суду, которые не разделяли его взгляды. Так, Антонин Скалиа высоко оценил навыки Бреннана по работе с людьми и даже охарактеризовал его как «вероятно, самого влиятельного судью [XX] века». Бреннана описывали как «более человечного, чем Холмс, имеющего более широкий кругозор, чем Брандис, более практичного и гибкого, чем Блэк, более тонкого специалиста, чем Уоррен, более красноречивого, чем Хьюз и более кропотливого, чем любой из них». Гарри Блэкман характеризовал своего коллегу как одного из величайших судей, работавших в Верховном суде. При этом сам Бреннан отдавал должное другим судьям, подчёркивая, что без их голосов и участия его знаменитые решения не существовали бы.
В то же время Бреннана критиковали за то, что он долго отказывался нанять женщин в судебные клерки. Первый раз он нанял женщину в качестве своего клерка лишь в 1974, после критики, полученной им от своего бывшего клерка. После этого он ещё семь лет нанимал клерками только мужчин.
Федеральный судья Ричард Познер, Генеральный прокурор США Меррик Гарланд и министр внутренней безопасности США Майкл Чертофф были клерками Бреннана.

## Состояние здоровья, отставка и смерть
В 1978 у Бреннана был выявлен рак горла, а в 1979 он перенёс лёгкий инсульт.
Бреннан ушёл в отставку 20 июля 1990 года по состоянию здоровья после падения. Его преемником стал Дэвид Саутер, который, как и Бреннан, имел опыт работы в суде штата (Нью-Гэмпшир), был назначен президентом республиканцем (Бушем-старшим) и впоследствии зарекомендовал себя как либерал.
Бреннан умер 24 июля 1997 года, прощание с ним состоялось в здании Верховного суда. Похоронили Бреннана с государственными почестями на Арлингтонском национальном кладбище.

## Семья
В возрасте 21 года, незадолго до окончания Пенсильванского университета, Бреннан женился на Марджори Леонард (1907—1982), с которой был знаком ещё со школы. У них было трое детей — Уильям Бреннан Третий (адвокат), Хью и Нэнси. Через три месяца после смерти Марджори Бреннан женился на своей секретарше Мэри Фоулер (1916—2000). Второй брак Бреннана оказался неожиданностью для его коллег по суду; он лишь оставил служебную записку «Мэри Фоулер и я вчера поженились и отправились на Бермудские Острова».
Во время работы в Верховном суде Бреннан испытывал проблемы в семье, в том числе алкоголизм жены, неприятности у двоих детей и длительный период личных долгов.

Члены Верховного суда США и Рональд Рейган (1981). Бреннан — третий слева.
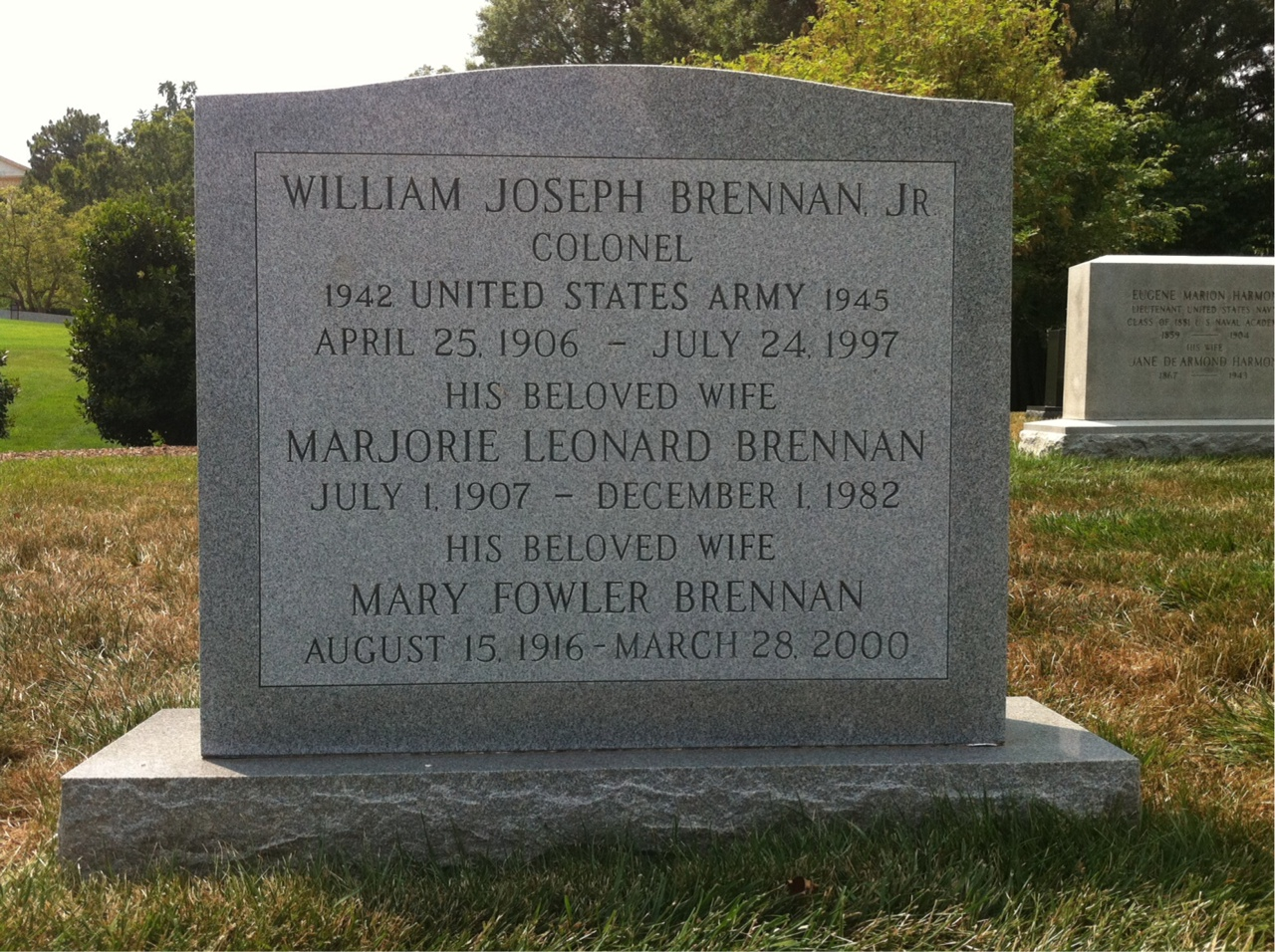
Надгробие Бреннана и его жён.
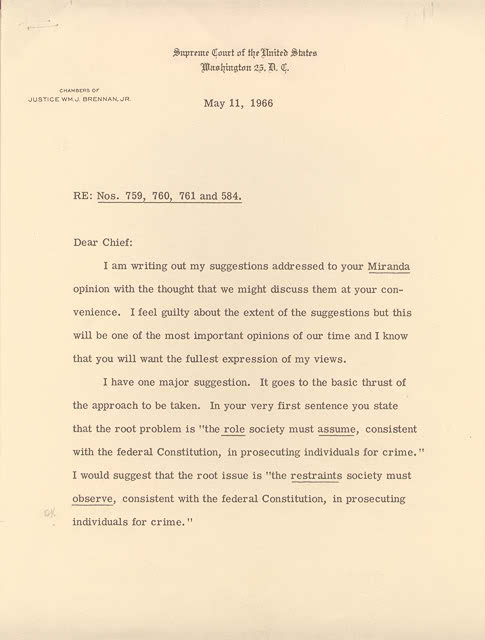
Комментарий Бреннана по делу «Миранда против Аризоны».

## Признание
Бреннан был удостоен многих почестей: например, он получил из рук президента США Билла Клинтона Президентскую медаль Свободы, а также стал почётным доктором права Ирландского национального университета и почётным членом Кингс-Иннс (адвокатская палата Ирландии). Его именем назван Центр юстиции Бреннана при Школе юридических наук Нью-Йоркского университета.
Памятник Уильяму Бреннану, судье Верховного Суда США в 1956-1990 годах, расположен в Ньюарке, штат Нью-Джерси, США.